# Бирлівка (Золотоніський район)
Би́рлівка — село в Україні, у Золотоніському районі Черкаської області. Входить до складу Шрамківської сільської громади. Населення — 1 730 чоловік (на 2009 рік). Розташоване за 23 км від селища Драбів.

## Географія
Селом протікає річка Боярка.

## Історія
Перша згадка про село належить до 17 століття. Назва села походить від першого поселенця і власника. У 1700 році капустянський козак Яким Бирло заснував хутір Бирлівський, заселив його людьми, а в 1715 році продав цей хутір генеральному бунчужному Якову Лизогубу за «цену таляров сто волов шесть».
У 1737 році у селі була Михайлівська церква.,а після 1799 Троїцька
За описом 1787 року у селі було 223 душі, земля у володінні різних «казених людей», козаків і ротмістра Василя Лизогуба.
Село є на мапі 1787 року
Виписка з книги «Шляхи, що примикають до Києва, і лінії північній частині області» В. В. Морачевського, Б. Г, Карпова та І. М. Малишевої (Розділ IX): « Наконец  к  ю.-ю.-з. отсюда, вер. в  8, при речке Боярке находится село Бырловка, имеющее свыше 8 тысяч жителей, церковь и около 40 ветр. мельниц. При селе Бырловке находится имение В. М. Благомыслова, площадью около 1,5 тыс. десятин. Полевое хозяйство ведется при четырехпольном  севообороте. В  хозяйстве разводятся лошади рабочего и упряжного сортов. Крупный рогатый скот — помесь голландского с  симментальским. При имении с  1875 года существует  винокуренный завод, выкуривающий спирта на 6,5 тыс. рублей.»

### 20 століття
У 1905—1907 роках відбувся погром у маєтку, що належав купцю Василю Матвійовичу Благомислову, жителю Києва.
У 1923—1929 роках село було центром Бирлівського району.
Під час Голодомору 1932—1933 років, тільки за офіційними даними, від голоду померло 985 мешканців села. В 1937—1938 роках проводилися репресії проти працівників місцевого колгоспу імені Чубаря. З того часу починається занепад села, люди переселяються до інших сіл, зокрема до Шрамківки і Драбова.
Село постраждало внаслідок геноциду українського народу, проведеного керівництвом УРСР і СРСР у 1932—1933 та 1946–1947 роках.
За мужність і героїзм, проявлені в роки радянсько-німецької війни, орденами й медалями Союзу РСР нагороджено 136 чоловік. Загинули 265 осіб. На їх честь споруджено обеліск Слави.
Станом на 1972 рік в Бирлівці проживало 2 609 чоловік, тут містилася центральна садиба колгоспу «Перше травня», який обробляв 4,1 тисяч га землі, у тому числі 3,8 тисяч га орної. Основним напрямом господарства було землеробство та м'ясо-молочне тваринництво.
В селі працювали середня та восьмирічна школи, де навчалося 560 учнів, лікарня, аптека, 3 дитячих ясел, будинок культури на 100 місць, 3 бібліотеки з книжковим фондом 20 тисяч примірників, відділення зв'язку, ощадна каса.

## Населення
Згідно з переписом УРСР 1989 року чисельність наявного населення села становила 2180 осіб, з яких 998 чоловіків та 1182 жінки.
За переписом населення України 2001 року в селі мешкали 1742 особи.

### Мова
Розподіл населення за рідною мовою за даними перепису 2001 року:
| Мова       | Відсоток |
| ---------- | -------- |
| українська | 98,96 %  |
| російська  | 1,04 %   |

## Уродженці
- Безугла Федора Максимівна (1908—?) — свинарка, Герой Соціалістичної Праці
- Федоренко Михайло Володимирович (1964—2015) — солдат Збройних сил України, учасник російсько-української війни[13]